# フェアバンクス・モース エリービルト

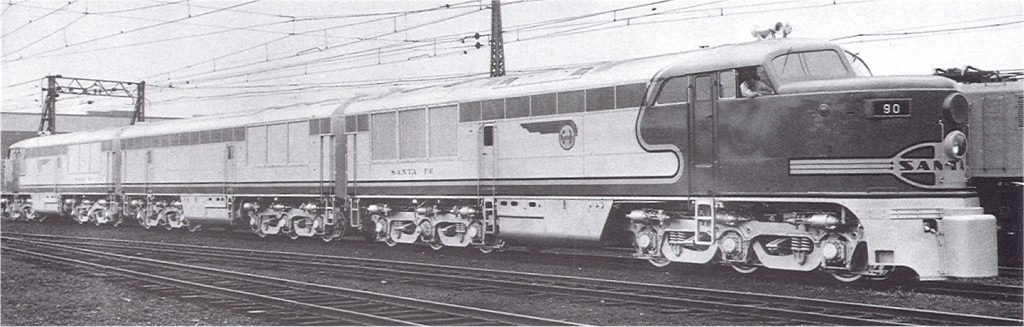
アッチソン・トピカ・アンド・サンタフェ鉄道は1組のA-B-Aユニットを購入した。1947年製造。

フェアバンクス・モース エリー・ビルトとは、フェアバンクス・モースが1945年12月から1949年4月の間に製造した電気式ディーゼル機関車である。

## 開発の経緯
本シリーズは、アメリカン・ロコモティブのPAやGM-EMDのEシリーズに対抗して開発された。
名称は、当時、フェアバンクス・モースのウィスコンシン州ベロイトの工場ではスペースの都合で車体が製造できず、 ゼネラル・エレクトリック（GE）のペンシルベニア州エリー工場で車体が製造されていたことに由来する。製造両数は、Aエリーと呼ばれるAユニットが82両、Bエリーと呼ばれるBユニットが28両であり、すべてアメリカの鉄道会社に販売された。

## 詳細
各車両が搭載するエンジンは2000馬力の10気筒2ストローク対向ピストン式ディーゼルエンジンであった。のちに、少なくとも1両がEMD 567系エンジンに換装された。
台車は3軸台車で車軸配置はA1A-A1A、すなわち中央の一軸が遊輪であった。これらはアルコなどが使用していた台車と同一の鋳鉄製のものだったが、一部の車両は組み立て式の台車を装備していた。
車体はキャブ・ユニットタイプで、そのデザインは著名な工業デザイナーであるレイモンド・ローウィによるものであった。全長は64フィート10インチ（19.76メートル）。運転席前面の窓ガラスは当初長方形であったが、1947年3月製造分より曲面ガラスを採用した。
廃車後、数両のBユニットがカナダ太平洋鉄道（CP）に譲渡され、オンタリオ州スミス・フォールズレール溶接工場に送られた。それらの車両はエリー・ラッカワナ鉄道の塗装スキームを逆にしたCPの塗装スキームに塗られた。1990年前後にCPのロングレールプラントはエリービルトの機関車とともにマニトバ州近くのトランスコナに移転した。それらの機関車が廃車になったとき、CPの溶接工場により4点の台車が解体を免れた。その台車はオレゴン州に送られ、メキシコから送られ来た台車を欠いたままの2両のPAに組み合わされ使用された。
今日、完全な状態のエリービルトは1両も残存していない。

## 所有者

### Aユニット
| 鉄道名                                                           | 両数 | ロードナンバー            |
| ---------------------------------------------------------------- | ---- | ------------------------- |
| アッチソン・トピカ・アンド・サンタフェ鉄道                       | 2    | 90 and 90B                |
| シカゴ・アンド・ノース・ウェスタン鉄道                           | 4    | 6001A,6001B, 6002A,6002B  |
| シカゴ・ミルウォーキー・セント・ポール・アンド・パシフィック鉄道 | 14   | 5A-14A, 11B-14B           |
| カンザス・シティ・サザン鉄道                                     | 6    | 60A,60C, 61A,61C, 62A,62C |
| ニューヨーク・セントラル鉄道                                     | 12   | 4400-4405, 5000-5005      |
| ペンシルバニア鉄道                                               | 36   | 9456A-9491A               |
| ユニオン・パシフィック鉄道                                       | 8    | 700-707                   |

### Bユニット
| 鉄道名                                                           | 両数 | ロードナンバー        |
| ---------------------------------------------------------------- | ---- | --------------------- |
| アッチソン・トピカ・アンド・サンタフェ鉄道                       | 1    | 90A                   |
| シカゴ・ミルウォーキー・セント・ポール・アンド・パシフィック鉄道 | 6    | 5B-10B                |
| カンザス・シティ・サザン鉄道                                     | 3    | 60B, 61B, 62B         |
| ニューヨーク・セントラル鉄道                                     | 2    | 5100-5101             |
| ペンシルバニア鉄道                                               | 12   | 9456B-9478B (偶数番)  |
| ユニオン・パシフィック鉄道                                       | 5    | 700B, 702B-704B, 706B |

- 注：UPのA,B,Aユニットである650,650B,651は当初フェアバンクス・モース デモ車の50-M-1A ,50-M-3B,50-M-2Aであった。